# Družmirje
Družmirje je naselje u slovenskoj Općini Šoštanju. Družmirje se nalazi u pokrajini Štajerskoj i statističkoj regiji Savinjskoj. 

## Stanovništvo
Prema popisu stanovništva iz 2002. godine naselje je imalo stanovnika.